# Mr. President
Mr. President est un groupe allemand d'eurodance créé en 1991 à Brême. Jusqu'en 1993, le groupe était connu en tant que Satellite One. Le groupe est surtout connu pour son tube Coco Jamboo, sorti en 1996.

## Discographie

### Albums studio
| Up'n Away - The Album                                                    | - Sortie : 15 octobre 1994 - Label : Warner Bros. - Formats : CD, cassette, vinyle | 37 | —  | 4  | —  | —  | —  | 38 | - FIN : Platine                            |
| We See the Same Sun (intitulé Coco Jumbo au Japon)                       | - Sortie : 17 mai 1996 - Label: Warner Bros. - Formats : CD, cassette, vinyle      | 16 | 15 | 1  | 10 | 80 | 56 | 9  | - FIN : Platine - JAP : Platine - SUI : Or |
| Nightclub (intitulé Joe Joe Action au Japon)                             | - Sortie : 27 août 1997 - Label : Warner - Formats : CD, cassette, vinyle          | 10 | 15 | 10 | 17 | —  | —  | 11 | - JAP : Or                                 |
| Space Gate                                                               | - Sortie : 25 mai 1999 - Label : Warner - Formats : CD, cassette, vinyle           | 5  | 22 | 32 | 48 | —  | —  | 11 |                                            |
| « — » indique que l'album studio n'est pas sorti ou classé dans le pays. |                                                                                    |    |    |    |    |    |    |    |                                            |

### Singles
| Titre                                                               | Année | Meilleure position | Meilleure position | Meilleure position | Meilleure position | Meilleure position | Meilleure position | Meilleure position | Meilleure position | Meilleure position | Meilleure position | Certifications                                                                  | Album                         |
| Titre                                                               | Année | ALL                | AUS                | AUT                | FIN                | FRA                | P-B                | SUÈ                | SUI                | R-U                | É-U                | Certifications                                                                  | Album                         |
| ------------------------------------------------------------------- | ----- | ------------------ | ------------------ | ------------------ | ------------------ | ------------------ | ------------------ | ------------------ | ------------------ | ------------------ | ------------------ | ------------------------------------------------------------------------------- | ----------------------------- |
| MM                                                                  | 1993  | —                  | —                  | —                  | —                  | —                  | —                  | —                  | —                  | —                  | —                  |                                                                                 | Aucun                         |
| Up'n Away                                                           | 1994  | 12                 | —                  | 6                  | 17                 | —                  | —                  | 24                 | 17                 | —                  | —                  | - ALL : Or                                                                      | Up'n Away - The Album         |
| I'll Follow the Sun                                                 | 1995  | 23                 | —                  | 18                 | 15                 | —                  | —                  | —                  | 16                 | —                  | —                  |                                                                                 | Up'n Away - The Album         |
| 4 On the Floor                                                      | 1995  | 38                 | —                  | —                  | 20                 | —                  | —                  | 36                 | —                  | —                  | —                  |                                                                                 | Up'n Away - The Album         |
| Gonna Get Along (Without Ya Now)                                    | 1995  | 31                 | —                  | —                  | —                  | —                  | —                  | —                  | —                  | —                  | —                  |                                                                                 | Up'n Away - The Album         |
| Coco Jamboo                                                         | 1996  | 2                  | 7                  | 1                  | 3                  | 28                 | 2                  | 1                  | 1                  | 8                  | 21                 | - ALL : Platine - AUS : Platine - AUT : Or - SUÈ : Or - SUI : Or - R-U : Argent | We See the Same Sun           |
| I Give You My Heart                                                 | 1996  | 7                  | —                  | 12                 | 9                  | —                  | —                  | 47                 | 6                  | 52                 | —                  | - ALL : Or                                                                      | We See the Same Sun           |
| Show Me the Way                                                     | 1996  | 28                 | —                  | 18                 | 19                 | —                  | —                  | 59                 | 21                 | —                  | —                  |                                                                                 | We See the Same Sun           |
| Coco Jamboo (Christmas Version)                                     | 1996  | —                  | —                  | —                  | 19                 | —                  | —                  | —                  | —                  | —                  | —                  |                                                                                 | Up'n Away - The Special Album |
| Gonna Get Along                                                     | 1996  | —                  | —                  | —                  | 13                 | —                  | —                  | —                  | —                  | —                  | —                  |                                                                                 | Up'n Away - The Special Album |
| JoJo Action                                                         | 1997  | 4                  | —                  | 3                  | 8                  | —                  | —                  | —                  | 5                  | 73                 | —                  | - ALL : Or                                                                      | Nightclub                     |
| Take Me to the Limit                                                | 1997  | 11                 | —                  | 16                 | 18                 | —                  | —                  | —                  | 21                 | —                  | —                  |                                                                                 | Nightclub                     |
| Where Do I Belong (featuring Münchener Freiheit)                    | 1997  | 49                 | —                  | 25                 | —                  | —                  | —                  | —                  | —                  | —                  | —                  |                                                                                 | Nightclub                     |
| Happy People                                                        | 1998  | 15                 | —                  | 16                 | —                  | —                  | —                  | —                  | 17                 | —                  | —                  |                                                                                 | Nightclub                     |
| Give a Little Love                                                  | 1999  | 13                 | —                  | 8                  | —                  | —                  | —                  | —                  | 18                 | —                  | —                  |                                                                                 | Space Gate                    |
| Simbaleo                                                            | 1999  | 30                 | —                  | 40                 | —                  | —                  | —                  | —                  | 24                 | —                  | —                  |                                                                                 | Space Gate                    |
| Up'n Away 2K                                                        | 2000  | —                  | —                  | —                  | —                  | —                  | —                  | —                  | —                  | —                  | —                  |                                                                                 | A Kind of… Best               |
| Love, Sex & Sunshine                                                | 2003  | 23                 | —                  | 35                 | —                  | —                  | —                  | —                  | —                  | —                  | —                  |                                                                                 | Forever & One Day             |
| Forever & One Day                                                   | 2003  | 51                 | —                  | 48                 | —                  | —                  | —                  | —                  | —                  | —                  | —                  |                                                                                 | Forever & One Day             |
| Sweat (A La La La La Long)                                          | 2005  | —                  | —                  | —                  | —                  | —                  | —                  | —                  | —                  | —                  | —                  |                                                                                 | Aucun                         |
| « — » indique que le single n'est pas sorti ou classé dans le pays. |       |                    |                    |                    |                    |                    |                    |                    |                    |                    |                    |                                                                                 |                               |